# Stanley (hrabstwo Barron)
Stanley – miasto w Stanach Zjednoczonych, w stanie Wisconsin, w hrabstwie Barron.